# Женевуаз
Женевуаз (фр. Genevoise) — денежная единица Республики Женева в 1794—1795 годах.

## История
В декабре 1792 года в Женеве произошла революция. В 1794 году Национальный конвент принял новую конституцию республики. В том же году было объявлено о проведении денежной реформы. Вместо обращавшегося ранее женевского талера был введён женевуаз, равный 10 десимам.
Монеты в женевуазах и десимах чеканились только в 1794 году. В следующем, 1795 году, была возобновлена чеканка монет по старой системе — в денье, солях и талерах.

## Монеты
| Аверс | Реверс | Номинал    | Диаметр, мм | Толщина, мм | Масса, г | Металл  | Гурт | Годы чеканки | Тираж  |
| ----- | ------ | ---------- | ----------- | ----------- | -------- | ------- | ---- | ------------ | ------ |
|       |        | 1⁄2 десима |             |             |          | Серебро |      | 1794         |        |
|       |        | 1 десим    | 23,5        |             |          | Серебро |      | 1794         |        |
|       |        | Женевуаз   | 40          |             | 30,62    | Серебро |      | 1794         | 17 000 |